# Аві Арад
Аві Арад (івр. אבי ארד, англ. Avi Arad) — американський бізнесмен єврейського походження. Засновник і колишній президент, генеральний директор і головний творчий співробітник компанії Marvel Studios. Відомий тим, що спродюсував практично всі екранізації коміксів Marvel Comics в період з 1998 по 2015 роки.

## Біографія

### Молодість
Аві Арад народився і виріс у місті Рамат-Ган в Ізраїлі. Там же вступив до коледжу, після нього поїхав до США у 1970 році і вступив до Університету Гофстра в Нью-Йорку. У 1972 році отримав ступінь бакалавра.

### Кар'єра
У 1990х роках Аві Арад виступає як виконавчий продюсер деяких мультиплікаційних серіалів.
Разом із співвласником компанії Toy Biz Айзеком Перлматтером, Аві Арад вступає в боротьбу з Карлом Іканом і Роном Перелманом за володіння контрольним пакетом компанії Marvel Comics, яка в 1996 році оголосила себе банкрутом. Врешті-решт, компанії Арада і Перлматтера дісталося ексклюзивне право на випуск іграшок у вигляді Людини-павука та інших супергероїв. Фактично він врятував компанію від банкрутства.
4 липня 2004 Аві Арад отримав громадянство і став повноправним громадянином США.
У 2006 році Аві Арад оголосив про свою відставку з усіх постів, в тому числі, і з посади генерального директора Marvel Studios. Планує сформувати власну кінокомпанію Avi Arad Productions, але продовжує займатися проектами від Marvel. Першим фільмом його нової компанії став «Братц», який виявився провальним.

## Фільмографія

### Фільми
- Блейд (1998) — виконавчий продюсер
- Люди Ікс (2000) — виконавчий продюсер
- Блейд II (2002) — виконавчий продюсер
- Людина-павук (2002) — виконавчий продюсер
- Люди Ікс 2 (2003) — виконавчий продюсер
- Шибайголова (2003) — продюсер
- Халк (2003) — продюсер
- Каратель (2004) — продюсер
- Людина-павук 2 (2004) — продюсер
- Блейд: Трійця (2004) — виконавчий продюсер
- Електра (2005) — продюсер
- Створіння[en] (2005) — продюсер
- Фантастична четвірка (2005) — продюсер
- Люди Ікс: Остання битва (2006) — продюсер
- Примарний вершник (2007) — продюсер
- Людина-павук 3 (2007) — продюсер
- Проклятий будинок[en] (2007) — виконавчий продюсер
- Фантастична Четвірка 2 (2007) — продюсер
- Братц (2007) — продюсер
- Залізна людина (2008) — продюсер
- Неймовірний Халк (2008) — продюсер
- Каратель: Територія війни (2008) — виконавчий продюсер
- Люди-Х: Росомаха (2009) — виконавчий продюсер
- Примарний вершник: Дух помсти (2011) — продюсер
- Нова Людина-павук (2012) — продюсер
- Нова Людина-павук 2. Висока напруга (2014) — продюсер
- Привид у броні (2017) — продюсер
- Людина-павук: Повернення додому (2017) — виконавчий продюсер
- Веном (2018) — продюсер
- Людина-павук: Навколо всесвіту (2018) — продюсер
- Людина-павук: Далеко від дому (2019) — виконавчий продюсер
- Веном 2: Карнаж (2021) — продюсер
- Людина-павук: Додому шляху нема (2021) — виконавчий продюсер
- Морбіус (2022) — продюсер
- Uncharted: Незвідане (2022) — продюсер
- Людина-павук: Крізь Всесвіт (2023) — продюсер
- Веном: Останній Танець (2024) — продюсер
- Бордерлендс (2024) — продюсер
- Крейвен-мисливець (2024) — продюсер

### Телебачення
- Король Артур і лицарі справедливості (1992) — виконавчий продюсер
- Подвійний дракон (1993) — виконавчий продюсер
- Залізна людина (1994) — виконавчий продюсер
- Фантастична четвірка (1994) — виконавчий продюсер
- Людина-павук (1994) — виконавчий продюсер, сценарист (епізод "The Alien Costume, Part 1")
- Неймовірний Халк (1996) — виконавчий продюсер
- Покоління Ікс (1996) — виконавчий продюсер
- Срібний серфер (1998) — виконавчий продюсер
- Непереможна Людина-павук (1999) — виконавчий продюсер
- Месники: Завжди разом  (1999) — виконавчий продюсер
- Люди Ікс: Еволюція (2000) — виконавчий продюсер, сценарист (епізод "Strategy X")
- Мутанти X (2001) — керівник проєкту, виконавчий продюсер
- Людина-павук (2003) — виконавчий продюсер
- Блейд (2006) — виконавчий продюсер
- Фантастична четвірка (2006) — виконавчий продюсер, сценарист (епізод "Molehattan")
- Залізна людина: Пригоди в броні (2008) — виконавчий продюсер
- Неймовірна Людина-павук (2008) — виконавчий продюсер
- Росомаха і Люди Ікс (2009) — виконавчий продюсер